# Senecio megaoreinus
Senecio megaoreinus là một loài thực vật có hoa trong họ Cúc. Loài này được Zardini miêu tả khoa học đầu tiên năm 1974.